# بحيرة بايكال
بحيرة بايكال أو بحيرة بيقال (الروسية: о́зеро Байка́л): هي بحيرة عظمى تقع في جنوب سيبيريا في روسيا. وهي أعمق بحيرة مياه عذبة في العالم حيث يبلغ عمقها 1642 م وتضم أكبر حجم للمياه العذبة السطحية في العالم. هي أيضاً أقدم البحيرات في العالم وقد تكونت قبل 25 مليون سنة تقريبا بسبب تحركات القشرة الأرضية وهناك أنواع من الحيوانات البرية والبحرية التي تعيش في البحيرة وبالقرب منها. يبلغ طولها 395 ميل ومتوسط عرضها 3 أميال ويصب فيها 336 نهراً، وهي مدرجة منذ العام 1996 على لائحة التراث العالمي لليونيسكو. تقع في أخدود انهدامي، وهي تشبه بذلك بحيرة تنجانيقا في إفريقيا وتحتوي على أكثر من 20% من المياه العذبة غير المتجمدة في العالم ويؤثر الحجم الكبير لمياه البحيرة في جو المناطق المجاورة فعلى سبيل المثال فإن درجة حرارة المناطق القريبة من البحيرة أعلى وأكثر دفئا في الشتاء وأشد برودة في الصيف من المناطق البعيدة عنها ويتجمد سطح البحيرة في الفترة من شهر يناير إلى شهر مايو وبالرغم من مصب 336 نهر في بحيرة بيكال إلا أن هناك نهرا واحدا فقط يخرج منها وهو نهر أنجارا.

## الأخطار البيئية
صرّح دعاة حماية البيئة سابقًا بمشكلة التلوث في بحيرة بيقال، إذ تواجه سلسلة من الظواهر الخطيرة بما في ذلك اختفاء سمكة أومول والنمو السريع للطحالب المتفسخة وموت الأنواع المستوطنة من الإسفنج في المنطقة حول البحيرة. بدأت الدعوة البيئية لحماية البحيرة في أواخر خمسينيات القرن العشرين. منذ عام 2010، تدفق أكثر من 15000 طن متري من النفايات السامة إلى البحيرة.

### مصنع بيقالسك للب والورق
بني مصنع بيقالسك للب والورق في عام 1966 على شاطئ بحيرة بيقال مباشرةً. تم رمي الورق المبيض باستخدام الكلور وتصريف النفايات مباشرةً في بحيرة بيقال. أدى قرار بناء المصنع على شاطئ بحيرة بيقال إلى تنظيم احتجاجات قوية من قِبَل الباحثيين السوفييت؛ وفقًا لهم، تُعد المياه النقية تمامًا للبحيرة موردًا هامًا وكان ينبغي استخدامها في الإنتاج الكيميائي المبتكر (على سبيل المثال، إنتاج فيسكوز عالي الجودة لصناعات الملاحة الجوية والفضاء). شعر الباحثون السوفييت أنه من غير المنطقي تغيير جودة مياه بحيرة بيقال من خلال بدء إنتاج الورق على الشاطئ. تمثل موقفهم في التنويه على ضرورة الحفاظ على الأنواع المستوطنة من الكائنات الحية المحلية والحفاظ على المنطقة المحيطة ببحيرة بيقال كمنطقة متجددة. ومع ذلك، واجهت تصريحات الباحثين السوفييت معارضة من جماعات الضغط الصناعية، وبعد عقود من الاحتجاج، تم إغلاق المصنع في نوفمبر عام 2008 بسبب معدل الأرباح.
في 4 يناير من عام 2010، استؤنف عمل المصنع. في 13 يناير عام 2010، أدخل رئيس الوزراء الروسي فلاديمير بوتين تغييرات في التشريعات التي من شأنها تقنين تشغيل المصنع؛ أدى هذا الإجراء إلى نشوب موجة من الاحتجاجات من قِبَل علماء البيئة والسكان المحليين. استندت هذه التغييرات إلى التصميم الذي أبداه رئيس الوزراء بوتين من خلال التحقق بالعين المجردة من حالة بحيرة بيقال من خلال غواصة مصغرة، حيث قال: «يمكنني أن أرى بأم عيني - ويمكن للعلماء أن يؤكدوا - أن بيقال في حالة جيدة ولا يوجد أي شكل من أشكال التلوث». على الرغم من ذلك، في سبتمبر عام 2013، واجه المصنع الإفلاس النهائي وكان من المقرر أن يفقد آخر 800 عامل وظائفهم بحلول 28 ديسمبر عام 2013. تم إغلاق المصنع منذ ذلك الحين، على الرغم من أن خزانات مركب الليغنين ما تزال تشكل تهديدًا بيئيًا.

### إلغاء خط أنابيب النفط بين شرق سيبيريا والمحيط الهادئ
كان من المقرر أن تقوم شركة خطوط أنابيب النفط الروسية الحكومية ترانسنفنت بالتخطيط لبناء خط أنابيب جذعي يصل إلى مسافة 800 متر (2600 قدم) من شاطئ البحيرة في منطقة ذات نشاط زلزالي عالي. عارض نشطاء البيئة في روسيا ومنظمة السلام الأخضر والمعارضين لخط أنابيب بيقال والمواطنين المحليين بشدة هذه الخطط، بسبب احتمال حدوث تسرب نفطي عرضي قد ينجم عنه أضرار كبيرة للبيئة. وفقًا لرئيس شركة ترانسنفت، تم عقد العديد من الاجتماعات مع المواطنين بالقرب من البحيرة في البلدات على طول الطريق، خاصةً في إركوتسك. وافقت ترانسنفت على تغيير خططها بعد أمر من الرئيس الروسي فلاديمير بوتين بالنظر في طريق بديل على بعد 40 كيلومترًا (25 ميلًا) إلى الشمال لتجنب مثل هذه المخاطر البيئية. قررت شركة ترانسفت منذ ذلك الحين نقل خط الأنابيب بعيدًا عن بحيرة بيقال، بحيث لا يمر عبر أي محميات طبيعية فيدرالية أو جمهورية. بدأ العمل في خط الأنابيب بعد يومين من موافقة الرئيس بوتين على تغيير الطريق بعيدًا عن بحيرة بيقال.

### مركز تخصيب اليورانيوم المقترح
في عام 2006، أعلنت الحكومة الروسية عن خططها لبناء أول مركز دولي لتخصيب اليورانيوم في العالم في منشأة نووية قائمة في أنغارسك، وهي مدينة تقع على نهر أنغارا على بعد 95 كم (59 ميل) من شواطئ البحيرة. جادل النقاد ودعاة حماية البيئة بأنها ستكون كارثة للمنطقة وحثوا الحكومة على إعادة النظر في الأمر.
بعد القيام بعمليات التخصيب، سيتم تصدير 10٪ فقط من المواد المشعة المشتقة من اليورانيوم إلى العملاء الدوليين، وبالتالي الاحتفاظ بنسبة 90٪ منه وتخزينها بالقرب من منطقة بحيرة بيقال. تحتوي مخلفات اليورانيوم على مواد مشعة وسامة، والتي إذا تم تخزينها بشكل خاطئ، من المحتمل أن تكون تهديدًا خطرًا على البشر، بالإضافة إلى تلوث الأنهار والبحيرات.
تم بناء مركز التخصيب في عام 2010.

### محطة المياه المعبأة التابعة للصين
اشترت شركة أكواسيب الصينية أرضًا بجانب البحيرة، ثم في عام 2019 بدأت ببناء مصنع تعبئة وخط أنابيب في بلدة كولتوك. تمثل هدف الشركة في تصدير 190 مليون لتر من المياه إلى الصين على الرغم من أن البحيرة كانت تشهد انخفاضًا تاريخيًا في منسوب المياه. أثار هذا احتجاجات السكان المحليين على أن البحيرة ستتعرض للجفاف، وعند هذه النقطة أوقفت الحكومة المحلية الاستمرار بالخطط إلى ما بعد التحليل.

## معرض صور

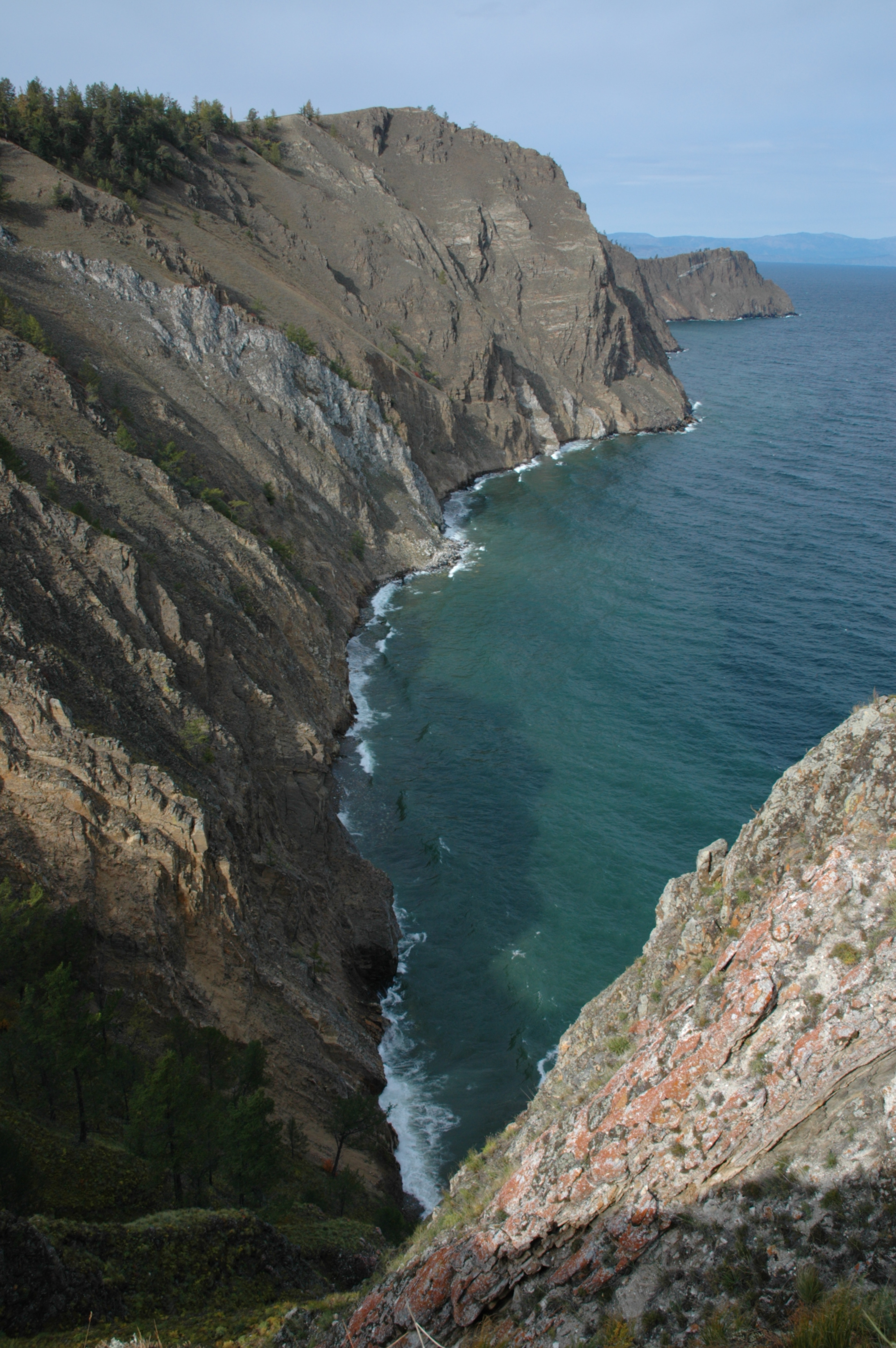
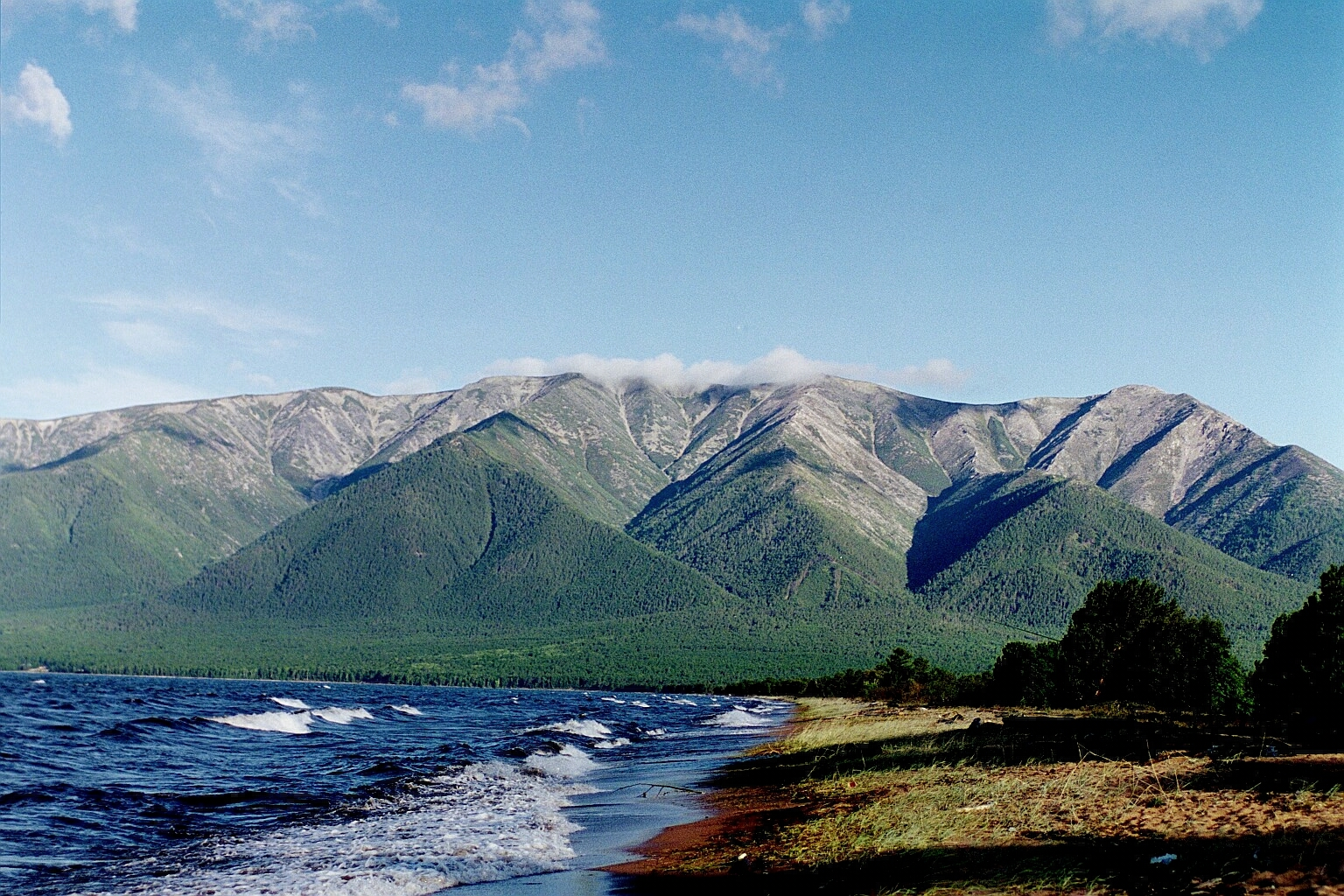
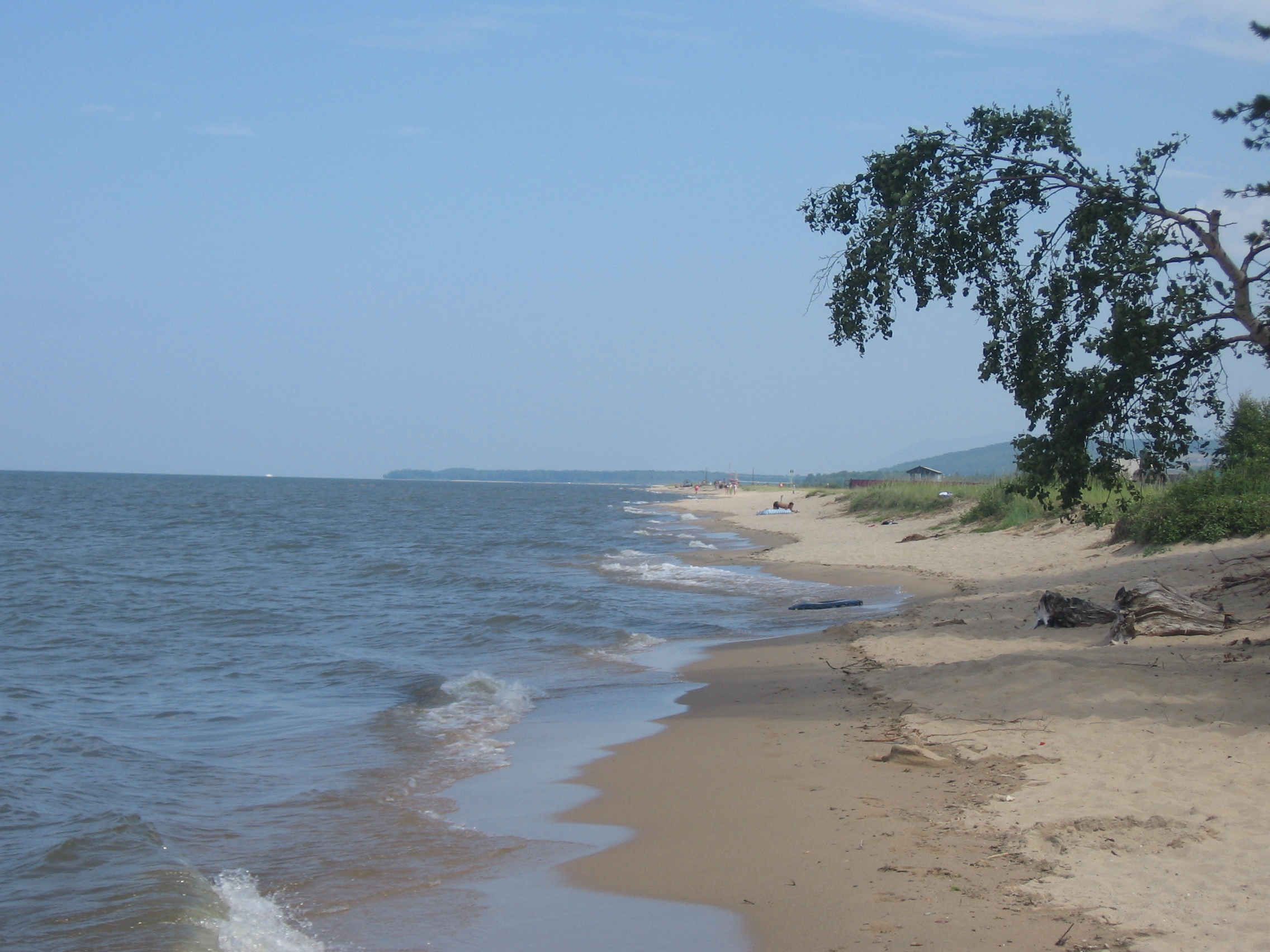
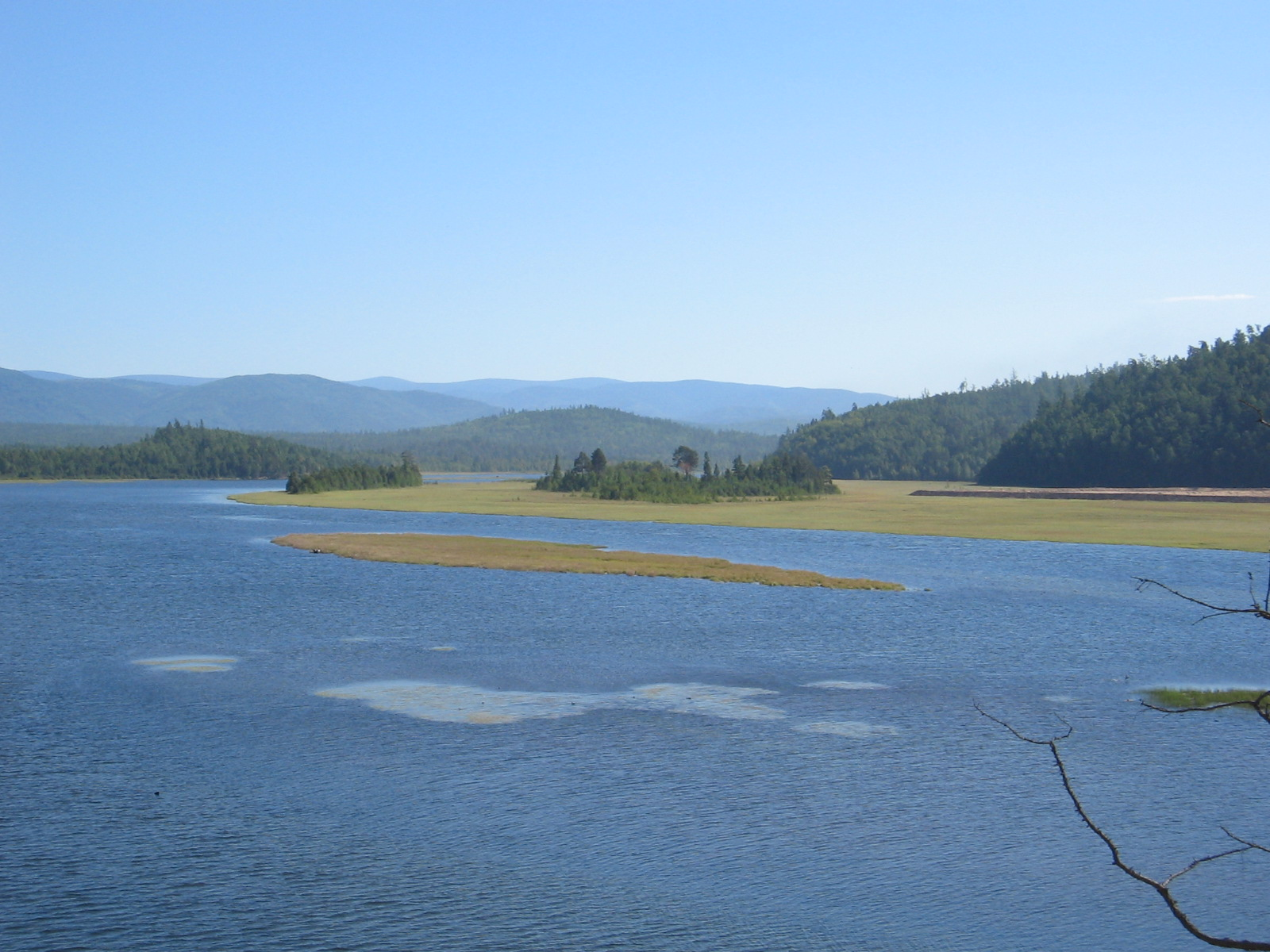